# Ernst 2. af Sachsen-Coburg og Gotha
Ernst 2., hertug af Sachsen-Coburg og Gotha (født 21. juni 1818 i Coburg, død 2. august 1893 i Reinhardsbrunn ved Gotha) var hertug af Sachsen-Coburg og Gotha. Han blev hertug over dobbelthertugdømmet, da hans far døde i 1844.

## Nationalhelt
I Tyskland blev han nationalhelt for sin deltagelse i søslaget mod Danmark under Treårskrigen (den slesvig-holstenske krig) i 1849, hvor han var øverstkommanderende for de tyske forbundstropper ved Slaget i Egernførde Fjord. 

## Liberal politik
Ernst 2.’s fætter Karl zu Leiningen var ministerpræsident i den provisoriske og liberale tyske regering, som det revolutionære Frankfurterparlament udnævnte i 1848. 
Ernst 2.’s regeringsførelse var i begyndelsen liberal. I 1852 fik de to hertugdømmer en fælles grundlov, hvor borgerrettighederne fra Paulskirkeforfatningen blev indskrevet. Der blev indført almindelige valgret for mænd over 25 år. Desuden blev forenings- og forsamlingsfriheden sikret. 
Ernst 2. var én af lederne i den liberale nationalbevægelse, der ønskede frihed og enhed for det tyske folk. 
Under hans beskyttelse blev den første tyske Turn- und Jugendfest (gymnastik- og ungdomsfest) arrangeret i Coburg i 1860. Samme år holdt Deutscher Nationalverein (den tyske nationalforening) sin første generalforsamling i Coburg. I 1861 fulgte den første Schützenfest (skyttefest) i Gotha, og i 1862 blev Deutscher Sängerbund grundlagt i Coburg. Alle disse initiativer og organisationer var vigtige for den tyske nationalbevægelse.

## I opposition til Bismarck
På grund af sit nære forhold til andre fyrstehuse i Europa, bl.a. de britiske, belgiske og portugisiske kongefamilier, var Ernst 2. en ledende skikkelse i oppositionen mod Otto von Bismarcks politik. Dette forhindrede dog ikke Sachsen-Coburg og Gotha i at deltage i den preussisk-østrigske krig på preussisk side. 

## Ægteskab
Ernst 2. var gift med prinsesse Alexandrine af Baden. Der blev ikke født børn i ægteskabet.

## Efterfølger
Efter Ernst 2. død i 1893 kom hans brorsøn Alfred på tronen. Alfred var søn af Ernst 2.’s kusine Victoria af Storbritannien og hans bror prins Albert af Sachsen-Coburg og Gotha. 
| Ernst 2.Huset Sachsen-Coburg og GothaSidelinje af Huset WettinFødt: 21. juni 1818 Død: 2. august 1893 |                                               |                       |
| Titler som regent                                                                                     |                                               |                       |
| Foregående: Ernst 1.                                                                                  | Hertug af Sachsen-Coburg og Gotha 1844 – 1893 | Efterfølgende: Alfred |